# Henry Thynne (Politiker, 1675)
Hon. Henry Thynne (* 8. Februar 1675; † 20. Dezember 1708 in London) war ein englischer Politiker, der fünfmal als Abgeordneter für das House of Commons gewählt wurde.

## Herkunft und Jugend
Henry Thynne entstammte der englischen Familie Thynne. Er war der älteste Sohn von Thomas Thynne und von Frances Finch, einer Tochter von Heneage Finch, 3. Earl of Winchilsea. Sein Vater wurde 1682 zum Viscount Weymouth erhoben. Nach einer Ausbildung durch Privatlehrer, die durch anglikanische Geistliche wie Thomas Ken, den zeitweiligen Bischof von Bath und Wells, unterstützt wurden, unternahm Thynne 1692 eine Grand Tour in die Niederlande, nach Deutschland und Italien. 

## Politische Karriere
Am 10. Juni 1695 heiratete er noch minderjährig Grace Strode, die Tochter und Erbin des Anwalts Sir George Strode und von Anne Wyndham, der Erbin des Leweston-Besitzes. Sie brachte eine enorme Mitgift in Höhe von £ 20.000 mit in die Ehe. Der Versuch seines Vaters, ihn als Kandidaten für den Wahlkreis Weobley bei der Unterhauswahl 1695 aufstellen zu lassen, scheiterte jedoch. Auch bei der nächsten Wahl im Januar 1701 scheiterte seine Bewerbung in Weobley, doch dank der Unterstützung seines Schwiegervaters George Strode wurde er als Abgeordneter für Weymouth gewählt. Im House of Commons unterstützte er rasch die Tories, ohne weiter aufzufallen. Als es im Dezember 1701 zu einer erneuten Unterhauswahl kam, kandidierte Thynne sowohl in Tamworth wie in Milbourne Port erfolgreich und nahm die Wahl für Tamworth an. Bei den Wahlen von 1702 und 1705 wurde er dagegen erneut für Weymouth gewählt, ohne eine größere politische Rolle zu spielen. Nach 1705 nahm seine Aktivität im House of Commons ab, doch wurde er im Mai 1708 erneut gewählt.
Durch den Tod seines Schwiegervaters 1701 hatte er dessen Vermögen und den Leweston-Besitz in Dorset geerbt. 1707 kaufte er einen eigenen Landsitz in Corsham in Wiltshire. Durch seine Fettleibigkeit war er jedoch schon länger krank und starb im Alter von 33 Jahren in seinem Londoner Stadthaus am Soho Square. Er wurde in der Familiengruft in Longbridge Deverill begraben. 

## Nachfahren und Erbe
Mit seiner Frau hatte er zwei Töchter:
- Frances Thynne (1699–1754) ⚭ Algernon Seymour, 7. Duke of Somerset;
- Mary Thynne (1701–1720) ⚭ William Greville, 7. Baron Brooke.

Da er ohne männliche Nachkommen gestorben war und auch seine jüngeren Brüder bereits gestorben waren, wurde die Nachfahren seines Onkels Henry Frederick Thynne die nächsten Erben von Longleat und der Titel seines Vaters. Seine Witwe starb am 3. April 1725.